# Estátua de Hans Egede
A estátua de Hans Egede é um monumento proeminente feito de bronze em Nuuk, Gronelândia. Comemora o dinamarquês-norueguês luterão missionário Hans Egede que fundou Nuuk em 1728. A estátua fica em uma colina acima da catedral de Nuuk na área da cidade conhecida como "Velha Nuuk".